# Andrzej Papierz
Andrzej Papierz (ur. 21 listopada 1966 we Frampolu) – polski dziennikarz i dyplomata. W 2018 podsekretarz stanu w Ministerstwie Spraw Zagranicznych; Dyrektor Generalny Służby Zagranicznej (2018–2021); ambasador RP w Bułgarii (2007–2010) i Czarnogórze (2023–2024), konsul generalny w Ałmaty (2013–2016) i Stambule (2017–2018).

## Życiorys
Ukończył liceum w Szczecinie. W 1985 rozpoczął studia historyczne na Uniwersytecie Warszawskim (pracę magisterską obronił w 1999). W czasie studiów był członkiem działającej w podziemiu Krajowej Komisji Koordynacyjnej Niezależnego Zrzeszenia Studentów. Działał w podziemnych strukturach „Solidarności” oraz był współpracownikiem organizacji Wolność i Pokój. Organizował kolportaż wydawnictw podziemnych oraz jawną sprzedaż wydawnictw niezależnych na UW. Za swoją działalność był wielokrotnie zatrzymywany.
W 1989 był członkiem Warszawskiego Komitetu Obywatelskiego „Solidarność”. W 1990 rozpoczął pracę dziennikarza w Tygodniku Solidarność. W latach 1991–1993 był zatrudniony jako analityk w Urzędzie Ochrony Państwa, gdzie przygotowywał opracowania dotyczące sytuacji politycznej po upadku Związku Radzieckiego.
W 1993 powrócił do zawodu dziennikarza. Początkowo pracował w Polskim Radiu, a następnie w dziale informacji Telewizji Polsat, w dziale zagranicznym dziennika „Życie”, telewizji RTL 7 oraz w redakcji programu Puls dnia w Telewizji Polskiej. Był korespondentem zagranicznym w Rosji i na Kaukazie. Pisał reportaże i artykuły o sytuacji w Czeczenii. W 1993 był jednym z założycieli Ligi Republikańskiej.
Od 1998 pełnił funkcję zastępcy dyrektora, a od 2000 dyrektora Centrum Informacyjnego Rządu. W latach 2001–2006 pełnił funkcję dyrektora Instytutu Polskiego w Sofii. Po powrocie do kraju został na krótko mianowany dyrektorem Biura Kadr i Szkolenia MSZ.
W 2006 uzyskał stopień ambasadora tytularnego. W latach 2007–2010 był ambasadorem RP w Bułgarii, a następnie ambasadorem tytularnym w Ambasadzie RP w Kabulu, starszym doradcą dowodzących Polskim Kontyngentem Wojskowym w prowincji Ghazni (w ramach Międzynarodowych Sił Wsparcia Bezpieczeństwa), konsulem generalnym RP w Ałmaty (2013–2016) oraz w Stambule (2017–2018).
3 kwietnia 2018 powołany na stanowisko podsekretarza stanu w Ministerstwie Spraw Zagranicznych. 21 października 2018 został odwołany ze stanowiska. Nazajutrz objął stanowisko Dyrektora Generalnego Służby Zagranicznej. Pracę na stanowisku zakończył 13 kwietnia 2021. Następnie odpowiadał za politykę regionalną w Europie Południowo-Wschodniej w ramach Departamentu Polityki Europejskiej MSZ. W czerwcu 2023 został mianowany ambasadorem w Czarnogórze. Misję rozpoczął 29 sierpnia 2023 i zakończył w 2024.
Jest żonaty, ma pięcioro dzieci.

## Odznaczenia
- 2000 – Odznaka honorowa „Zasłużony dla Kultury Polskiej”
- 2011 – Złoty Medal „Za zasługi dla obronności kraju”
- 2011 – Gwiazda Afganistanu
- 2015 – Krzyż Wolności i Solidarności[13]
- 2016 – Medal „Pro Patria”
- 2018 – Medal „Za Zasługi dla Polaków w Kazachstanie”[14]
- 2019 – Krzyż Oficerski Orderu Odrodzenia Polski[15]
- 2021 – Medal Stulecia Odzyskanej Niepodległości[16]